# Felidhu
Felidhu est un atoll des Maldives. Ses 2 144 habitants se répartissent sur 5 des 19 îles qui le composent. Les terres émergées représentent 0,92 km2.

## Référence
1. ↑  (en) Abdulla Naseer, « Proceedings of the workshop on coastal area planning and management in Asian ... »